# 光陽名流150
名流150是一部由台灣光陽工業在1987年所生產的第一台液冷式速克達機車，該車具有多項獨特與創新功能，在台灣、甚至全世界的速克達歷史上皆屬首創。由於名流150是第一次由台灣本土機車廠商生產的包含多項汽車科技的豪華先進機種，該車的誕生也代表了台灣機車發展歷史上一個重要的里程碑。
名流150除了是一台早已停產的速克達之外，也代表了一部份當時（民國70年代/1980年代）台灣社會青少年流行文化的重要元素。

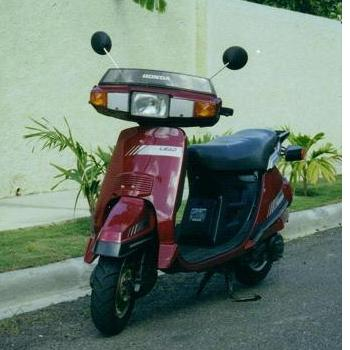
上一代車型：Honda Lead125 NH125

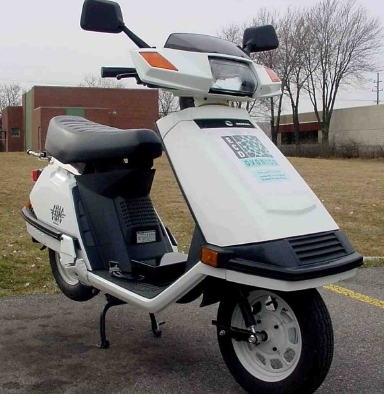
上一代車型：Honda Elite80 HF-02/03

## 日本市場

### 初代
名流150是光陽工業與本田技研工業合作生產的產品。該車的歷史可以追溯到1983年3月7日，本田技研發表的一部引擎代號JF02、名為SPACY125 STRIKER（日语：スペイシー125ストライカー）的速克達機車（一般以CH125為機種名稱）。當時的產品特點訴求有：
- 全世界第一台搭載隱藏式頭燈（リトラクタブル・ヘッドライト）[8]。
- 附有自動溫控裝置及小型風扇的前置式水箱液冷式引擎（液冷式發動機）。
- 包含燃料、水溫、電壓及時鐘等多功能液晶儀表。
- 汽車等級H4規格45W/45W大燈。
- 大容量12伏特電池。
- 雙連桿式引擎支架，以減少振動。
- 大型雙人座墊。
- 與偉士牌一樣的腳煞車及貼心的腳部加熱通風機制等。

當時售價達¥278,000日圓，這部車可以稱為第1代日規名流125（機種代碼：CH125CD-Ⅰ）。

### 次代
1985年8月7日，本田技研針對第1代日規名流125做了一定程度的改良，發表了新款SPACY125 STRIKER（機種代碼：CH125CF-Ⅰ），售價調整為¥289,000日圓，並且做了下列改變：
- 將液晶儀表改為指針式儀表板，並且取消了大燈開啟指示（RISE UP）燈。
- 將前後避震器做了一些改良，其中後避震系統新增支撐臂，用來連接避震器與引擎，但是也導致後避震器呈現非平行的狀態。
- 增加了後搖臂並將排氣管向下移動，以解決右側蓋容易被排氣管高溫熔化的通病。
- 附贈後鐵製貨架（第一代日規名流125無附貨架，消費者要另外購置鋁合金貨架）。
- 左皮帶箱蓋改為塑膠外殼分離式的設計（變速系統亦做了修改）。
- 將可開閉式足部暖風開關取消。
- 車殼顏色的改變。

經過以上改良之後，這部車可以稱之為第2代日規名流125。

## 歐美市場
- CH125：1984年本田在於北美與歐洲等地發售了同款車種125，北美市場命名為Elite125、歐洲市場與日本國內市場相同命名為Spacy125，但是刪掉了Striker文字。兩者與日本國內市場販售車款的規格基本上大致相同，惟獨歐洲款的後照鏡修改為為圓型、而北美車款因法規因素修改為全時點燈，並且在後方增加了獨立的後方向燈（台灣車友暱稱：“巡弋燈”）與左右反光板為其共同特色。圖為美規HONDA Elite150 Deluxe 1986年型左後方的方向燈

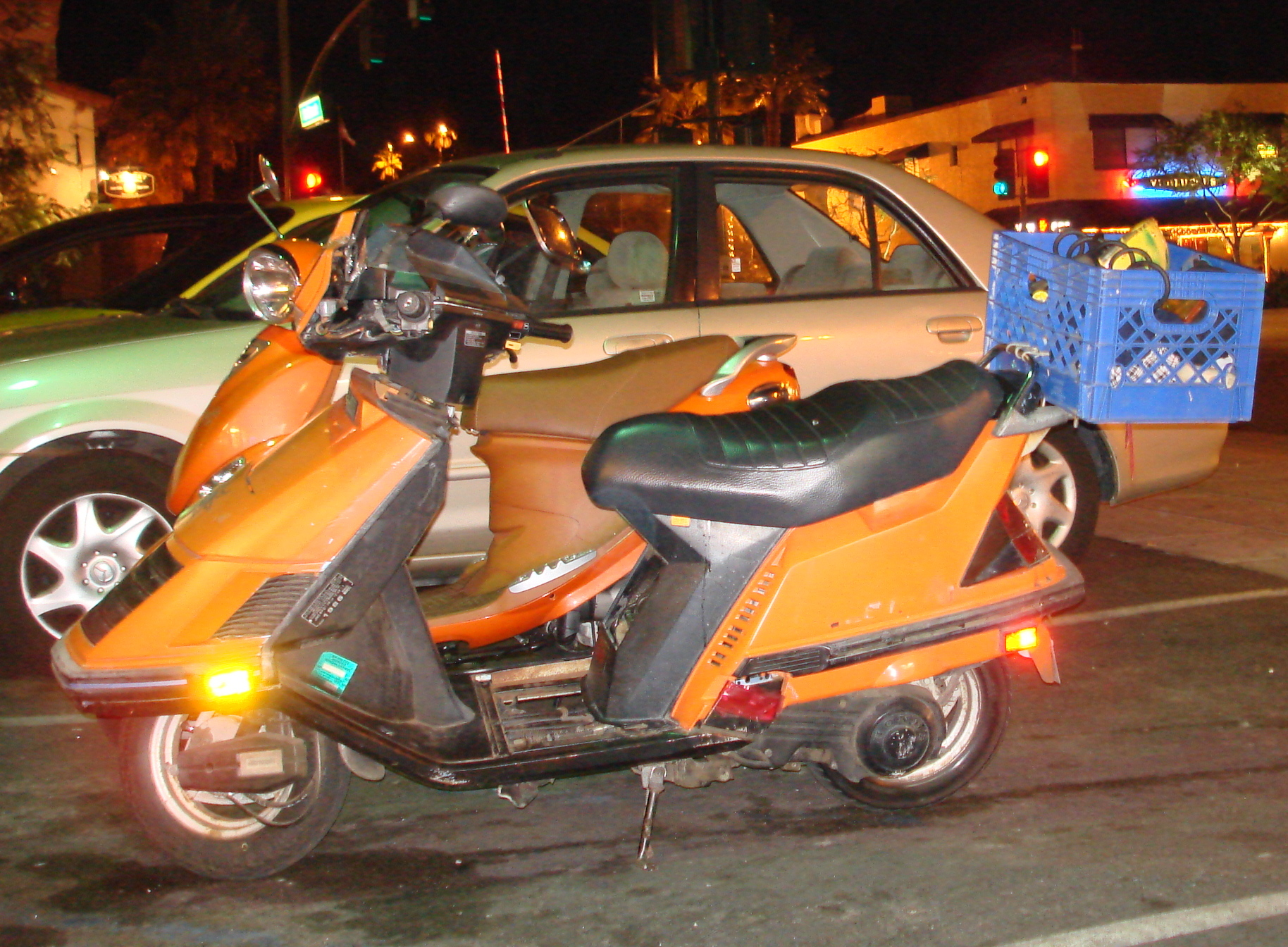
圖為美規HONDA Elite150 Deluxe 1986年型

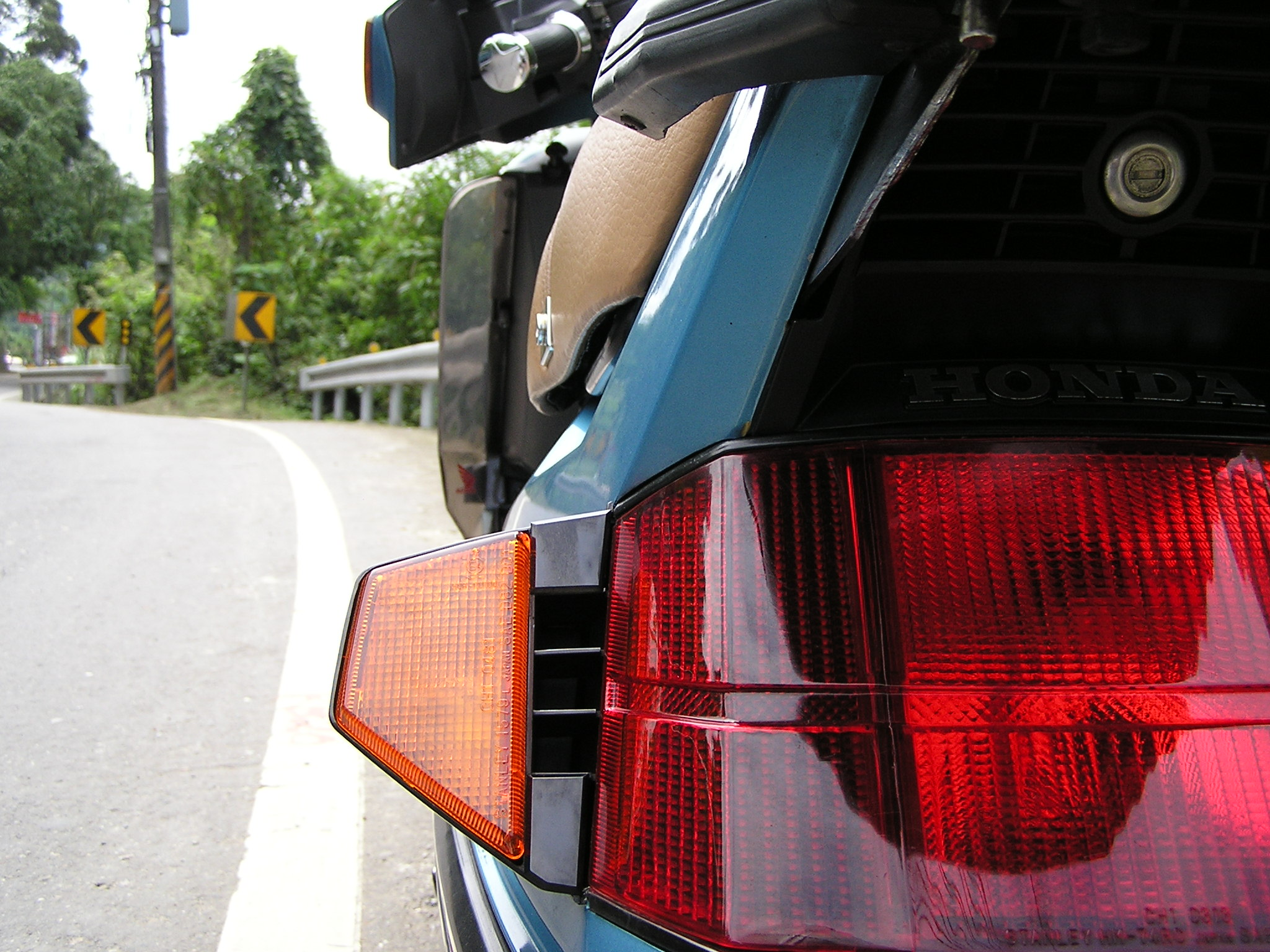
左後方的方向燈

- CH150：1985年本田於北美發售150，引擎代號KF01E（該款車種為光陽名流150的原型車種），該車款有2種車款，第1款為Honda Elite150 Deluxe（豪華版）、第2款為Honda Elite150（標準版），前者與Honda Elite125（1984年）規格基本相同，只是將排氣量擴充為153cc，後者獨見於北美市場，儀表板為類比指針式，而且將頭燈由收納式修改為固定式。1986年本田停止生產Honda Elite150（標準版）僅剩下豪華版繼續銷售。1987年後所生產的Elite150，其實就是日本國內在1987年發表的新款Spacy125（機種代號：JF-03）的153cc版本，亦類似台灣三陽工業於1990年生產的迪爵150[11]，雖然採用同一款引擎，但是外觀已與原來的風格大異其趣了。圖為美規HONDA Elite125 液晶儀表

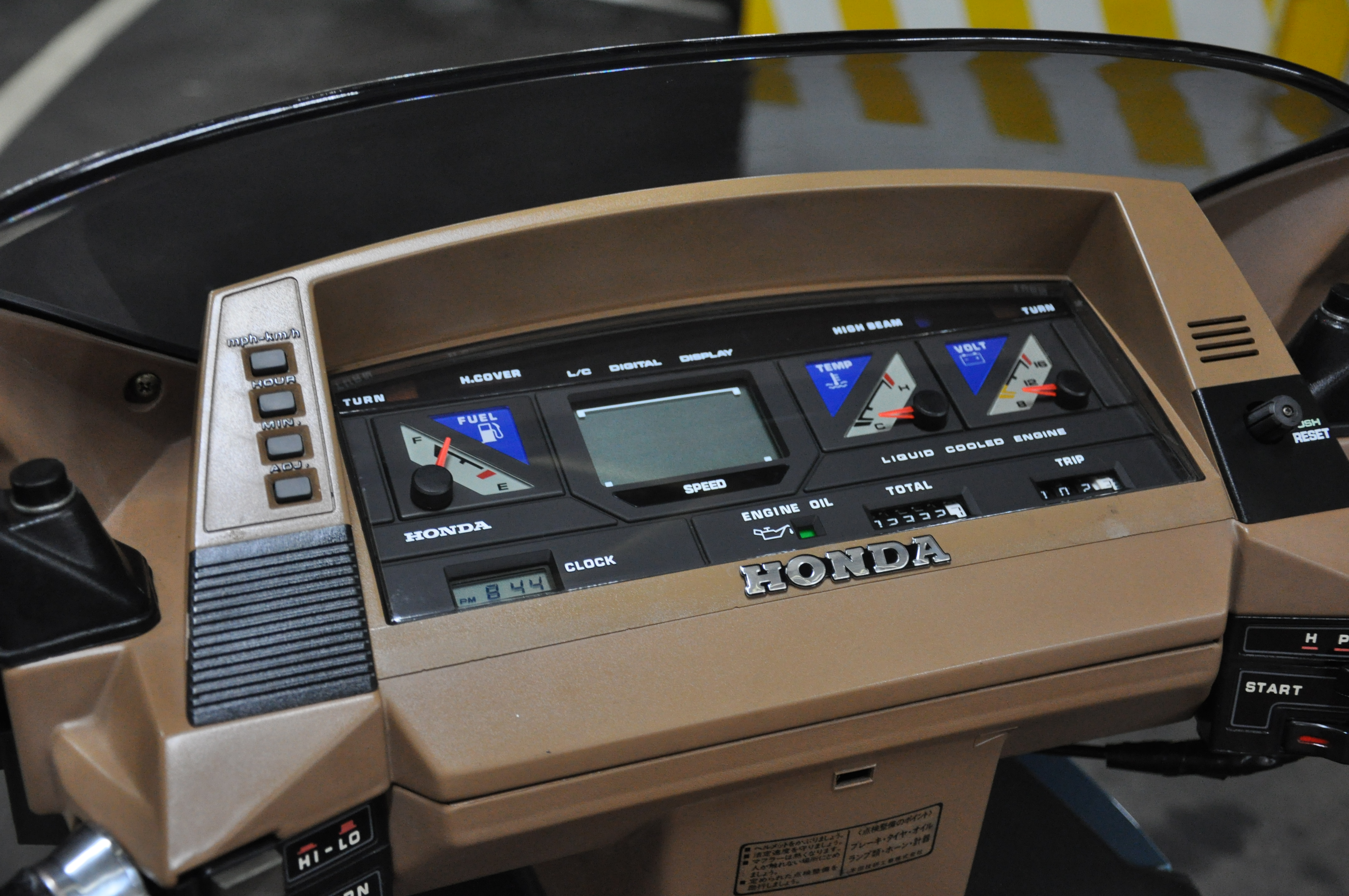
圖為美規HONDA Elite125 液晶儀表

## 引進台灣

### 第一代
1987年光陽工業在台灣正式引進生產名流150－英文名稱：FREEWAY150（機種代碼：KH150）；該車外觀與第2代日規名流CH125CF-Ⅰ纇似，但是將排氣量增加到147cc，並且取消了液晶式儀表板，與側架(Side Stand)未收警示燈等電系功能，大致上來說，與日規名流CH125CF-Ⅰ相似度極高，若以血統來說，其實光陽名流150的血統更接近美國本田於1985年推出的150 Deluxe（以下簡稱ELITE150D）。

當時台灣機車市場上並無相同等級或類似的產品，再加上名流150設計新穎、馬力大、加速快，該車甫一推出就造成熱銷，對其他台灣機車廠商造成極大的壓力。諸如偉士牌150、三陽工業生產的領導125/150—也就是本田等車種，都還是停留在兩衝程循環的引擎設計，油耗較高、又容易冒白煙。很快地名流150就取代了其他車種的市場地位，並且快速成為光陽工業的熱門暢銷產品。

當年這部車創造了好幾個第1：
- 第1台液冷式機車。
- 第1台有收納式頭燈的機車（與本田NSX、豐田AE86、馬自達323 Astina等跑車的Retractable Headlight/相同）。
- 第1台造成機車環島風潮的機車。
- 第1台負責傳遞台灣區運動會聖火任務的機車[13]。
- 第1台售價超過新台幣6萬元的機車。

另外值得一提的是，據說光陽工業當時因名流150熱銷，因國內相關零組件協力廠商來不及供應零組件等種種原因，有為數不少的早期生產的車輛使用大量日本原裝進口零組件，時至今日，交通部公路總局機車型號查詢網站上的KH150照片的側蓋上依稀可見名流Elite150的字樣，另外該車之排氣管亦為美規Elite150之式樣。

### 第二代

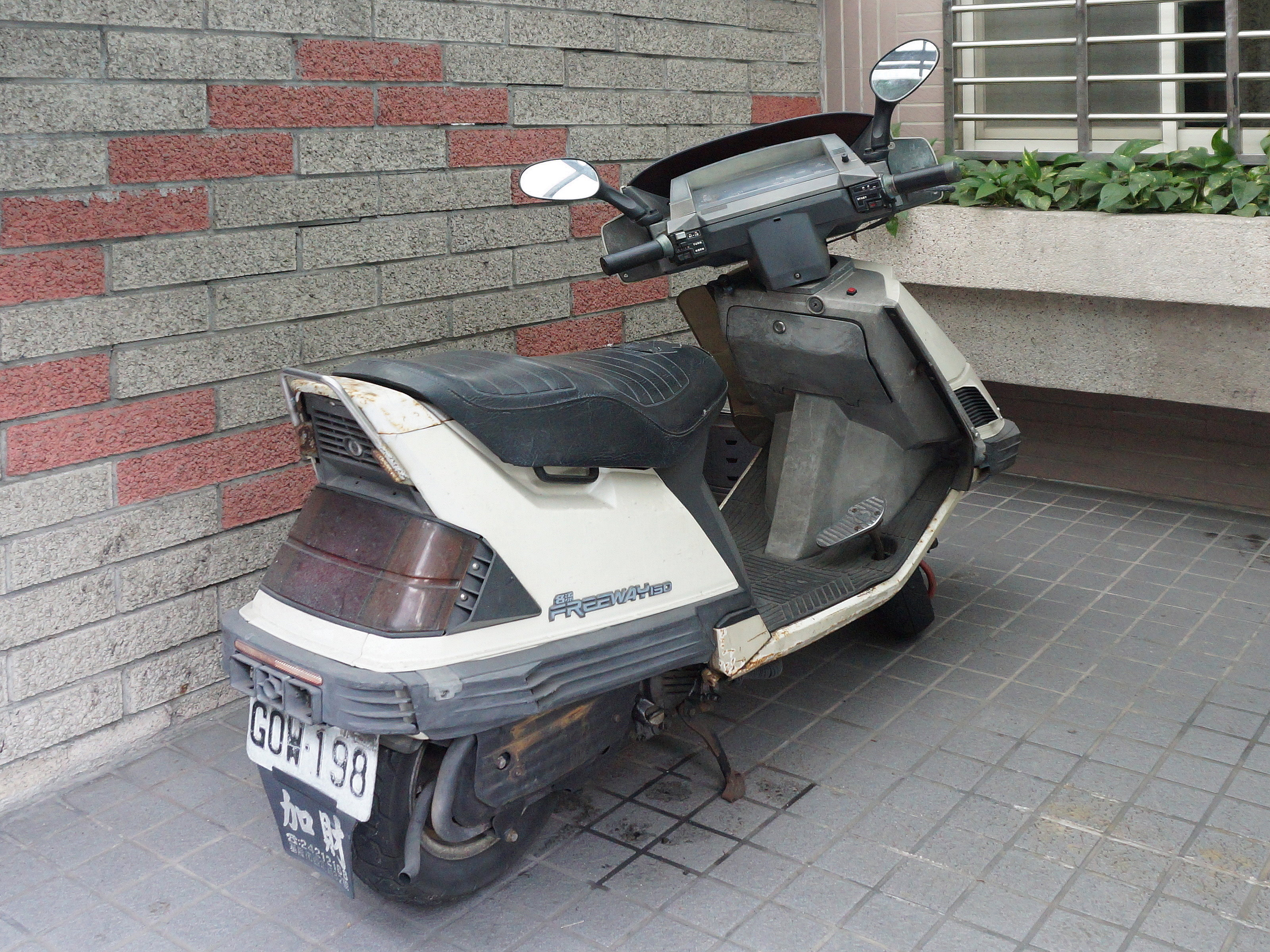
圖為代號KN7D的第2代名流150

1990年，光陽工業推出了第2代名流150（機種代碼：KN7D）。與第1代延用同樣一具水冷引擎，但是因為環保廢氣排放考量，將曲軸箱通氣管由原先的開放式改為接到空氣濾清器的封閉式，另外比較耐人尋味的是光陽工業把左曲軸箱皮帶散熱蓋改成全金屬製品，以連接到車架鋼管內部之通氣管方式散熱，取消了原來與日規次代CH125CF-Ⅰ相同的在塑膠蓋內附加海綿以過濾外部空氣的開放式設計，反而與日規初代CH125CD-Ⅰ看齊；另外把保險桿由日規的窄版改為整體包覆式擾流外套，其餘設計與第1代名流150基本上是一樣的。

### 第三代
1994年，由於這段時期三陽工業、台灣山葉機車等看到名流150的熱銷，也陸續推出迪爵150、迎光150等水冷車種搶市，再加上環保法規日趨嚴格等種種原因下，名流150也到了不得不改變的階段。光陽終於推出末代名流150（機種代碼：KN7D/KN7D2），這末代名流150有兩種款式，其一（機種代號：KN7D），外觀類似第2代名流150，只是因台灣光陽工業與日本本田技研工業合約面臨終止等因素，僅將所有車廠徽飾與貼紙等包含HONDA的字樣皆改成KYMCO、而且增加了廢氣回收裝置(EMISSION CONTROL SYSTEM-增加汽油箱廢氣排放管連接到空氣濾清器及化油器)等改變，其餘皆未做改變。其二（機種代號：KN7D2），光陽將外觀做了巨大變動，包括：保險桿、坐墊、後煞車燈組等，基本上就有點類似「原廠改裝車」的概念，就是公司幫忙年輕車主落實想與眾不同的慾望：「一出廠，就改好了」！而產生的獨特機種，其中最為名流150車迷津津樂到的就是那一組「賓士級尾燈」，像極了梅賽德斯-賓士（Mercedes-Benz，中文簡稱分別有賓士、奔馳、平治、朋馳）當年流行的格狀尾燈，替名流150添加了氣派非凡的豪華感覺。但是此一款車型生產數量極少，目前在台灣KN7D2的能見度幾近於零。

### 名流150EZ
1991年光陽工業推出了一款改良式名流150（機種代碼：KN7B/KN7F），這是一台幾乎完全不像名流車系的名流車種，光陽工業幾乎把所有原屬於名流150的重要元素（諸如：收納式頭燈、收縮式後座腳踏板、方方正正的造型）全部取消，取而代之的是較為圓滑而具有流線前衛感的造型（近似於光陽另一款熱銷車種豪邁125），但是由於引擎部份仍沿用舊款本田KN7系列的直立式傳統設計，所以名流150最為人所詬病的：「缺少座位下置物空間(台灣人暱稱：馬桶)的問題，依然無法解決」。又因為該車外型特殊、造型並不符當年台灣人的口味，因此銷售量遲遲不見起色，名流150EZ就成為此車中真正的末代車種了。

### 第四代（新名流125、新名流150）
2019年1月，光陽工業推出了第4代新名流125（機種代碼：SJ25TA/SJ25TB/SJ25TC）英文名為"Famous"。以現代市場上的造車風格，搭上經典車的名為出發點，希望成為新國民車。
外觀方面與150版本相同，除了鼓煞版搭配的是鐵圈外，其餘皆為3爪鋁圈+前碟後鼓。
動力部分以Green Power為124.6cc平躺式汽冷引擎可產生9.7匹馬力與每公升53.8公里的一級油耗。
對於名流車系首次出現的"馬桶"車廂空間，傭有33公升的超大容量(具官方表示，可放下兩頂3/4安全帽)，同時方便的配備還有減少40%出力的省力式中柱，755mm的低坐高，650mm的長坐墊，250mm的前置角空間，與配置在鑰匙孔旁的5vUSB供電(下方有裸露式前置物空間)...等等
而其中SJ25TC版為最頂規較其他版本除了上方小小的數位移表外還有Noodoe車聯網導航系統，可與智慧型手機連結使用(一般版本為傳統指針表)。

2019年5月，光陽工業推出了第4代新名流150（機種代碼：SJ30KB）並將英文名改為"Famous"。光陽工業把所有原屬於名流150的重要元素（諸如：收納式頭燈、運動車款定位、方方正正的造型）全部取消，取而代之的是較名流EZ更為具有流線前衛感的造型（近似於光陽另一款熱銷車種GP125)，本車較125版本增加了後輪碟煞與ABS系統，並配有數位儀表(然而並無125頂規的Noodoe車聯網導航系統)

### 第五代（大地名流125、大地名流150）
- 2023年3月的光陽「KYMCO 全力以赴」年度新品發表會登場，大地名流125（機種代碼：SJ25TF）、大地名流150（機種代碼：SJ30KC）。述求「耐操、好擋、拚第一！」[20]
- 2024年10月15日，KYMCO光陽機車舉辦「油電進行式」新產品發佈活動上，正式發表全新125cc車款大地名流2.0（機種代碼：SJ25TU 碟煞、SJ25TV 鼓煞）。[21]

## 引擎

### 規格
名流150的引擎本田技研工業給她的代號有KJ9、KN7、KV8..等，這具引擎的體質極為良好，四衝程單汽缸、二支汽門、單凸輪軸(SOHC)、半球形燃燒室水冷引擎、V型皮帶無段自動變速器系統，該具引擎採用的水冷方式為與汽車同樣設計，以全水道方式冷卻整個汽缸頭與汽缸，並且設有恆溫器-Thermostat（台灣俗稱水龜）可以讓引擎在未達工作溫度前，以小循環方式冷卻以提昇工作溫度，等到水溫到達攝氏80度後全部開啟近而達到加速冷卻的目的，而且她的汽門間隙可以在不用拆開汽缸頭蓋的情形下，就可以加以調整的偏心圓汽門間隙調整系統(Eccentric valve adjuster system)，增加了維修上的便利性；這幾乎是當年全世界最先進、最豪華的速克達！另外名流150是史上第一台沒有腳動踩發桿設計的速克達機車，當時光陽工業與本田技研的說法是：因為對該車設計有十足的信心，品質就像汽車一樣好，所以請車主放心用不到腳動踩發桿，但是為了以防萬一，也貼心地附贈了一組救車連接線。

（由下表可以看出日規雖然排氣量較小，但是本田以較短行程、提高壓縮比並且提高轉速等方式調整，反而可以榨取更多的馬力）

|                    | 台規        | 美規         | 日(歐)規    |
| ------------------ | ----------- | ------------ | ----------- |
| 全長(m)            | 1.925       | 1.925        | 1.940       |
| 全寬(m)            | 0.655       | 0.645        | 0.660       |
| 全高(m)            | 1.150       | 1.125～1.165 | 1.390       |
| 總排氣量(CC)       | 147         | 153          | 124         |
| 車重(Kg)           | 115         | 105～107     | 102         |
| 內徑x行程(mm)      | 57.0x57.8   | 58.0x57.8    | 56.5x49.5   |
| 壓縮比             | 10.0:1      | 10.0:1       | 10.3:1      |
| 機油容量           | 1.0公升     | 1.0公升      | 1.0公升     |
| 齒輪油容量         | 0.15公升    | 0.15公升     | 0.15公升    |
| 燃料箱容量         | 8.0公升     | 8.0公升      | 8.3公升     |
| 水箱容量           | 1.0公升     | 1.0公升      | 1.1公升     |
| 最大馬力(ps/rpm)   | 10.7/7,500  | n/a          | 11.0/7,500  |
| 最大扭力(Kg-m/rpm) | 1.18/6,000  | n/a          | 1.10/6,500  |
| 化油器形式         | VE03A       | VE03A/VE03B  | VE01        |
| 火星塞形式         | DP7EA9      | DPR7EA9      | DPR7EA9     |
| 電瓶型號           | YB9B/12V9AH | YB9B/12V9AH  | YB9B/12V9AH |

資料來源：光陽工業/本田技研

歐規與日規相同

### 優點
1. 全鋁合金製水冷引擎，耐用、穩定性高。
2. 自動變速系統，省油、加速性良好。
3. 三相發電、充電效率佳。
4. 燃料箱容量高達8公升，極適合長途旅行。

### 缺點
1. 化油器容易因放置過久而阻塞，導致啟動不易。
2. 水冷管路有部份為鐵管設計，容易因車主疏於保養而導致水道生鏽。
3. 發電線圈接線太靠近汽缸高熱部位，容易使線路發生熔融短路。
4. CDI太接近底盤，容易因遇水潮溼而發生故障。
5. 位於車頭的自動收納式大燈，雖然設計精密，但是容易因進水而故障。

### 綜論
基本上，這是一具本田技研工業在1980年代設計最成功與出色的內燃機引擎之一，構造簡單、易於維修、設計精良。在歷經30餘年後此車仍然可於包括：日本、台灣、北美、歐洲及中國大陸等世界各地偶見其身影；另外，據了解光陽曾在1980年代引進少數名流125/150到中國銷售（在當地稱之為光陽彈燈125/150），而中國大陸亦可見到少數由日本直接進口的Spacy125 Striker（引擎代號：JF-02），可以確定的是，本田的確在1980～90年代曾在中國大陸大量銷售SPACY125（機種代碼：CH125 H,N,P,R ）（引擎代號：JF-03），因此直到今日中國境內許多廠商仍利用此具水冷引擎及所衍生出來的類似引擎，裝置在各種新款車種（泛指大沙或大鯊等）上販售，得以證明此具引擎的耐用及實用性。值得一提的，在1990年代後期，中國市場上充斥大量本田摩托車的山寨産品，而正品的銷售則陷入困境，本田原本採取與當局攜手對山寨産品展開打擊的做法，但適得其反地造成山寨産品大量流入東南亞和非洲市場。本田後來則採取與製造山寨産品的競爭對手組建了合資公司的驚人作法。這也為目前中國大陸仍充斥大量1990年代末期生產的山寨本田零件之原因作了部分註解。

### 衍生車種
本田技研工業於1984年至2003年陸續發表數款排氣量從100cc至250cc的引擎：
- MF01/02：1984年7月16日發表，命名為SPACY250FREEWAY(本田發售報導Press Information: （页面存档备份，存于）)（北美市場稱為：HONDA ELITE 250/CH250），這具引擎與JF-02相較除了排氣量擴充至244cc之外，基本構造非常類似，引擎弔架孔位也相同，因此有人將該具引擎略作修改並移植至名流150上使用，這具引擎與另一款本田極受歡迎車種HONDA FUSION 250（北美市場稱為：/HELIX 250）上的MF02屬於同一系列引擎。[23]
- JF03：1987年2月4日發表，命名為新型SPACY125（這台車就是三陽工業在民國79年發表的迪爵150）(本田發售報導Press Information: （页面存档备份，存于）)，這具代號JF-03的引擎基本上與JF-02是完全相同的一具液冷式發動機，只是安裝在不同的車架上而已，這台速克達造型已具有現代機車的流線型要素，但是因無特殊創新的功能，此車種後來逐漸演變成中國大陸知名的大鯊(沙)車系，至今仍在中國大陸各地銷售。圖為Honda Helix CN250

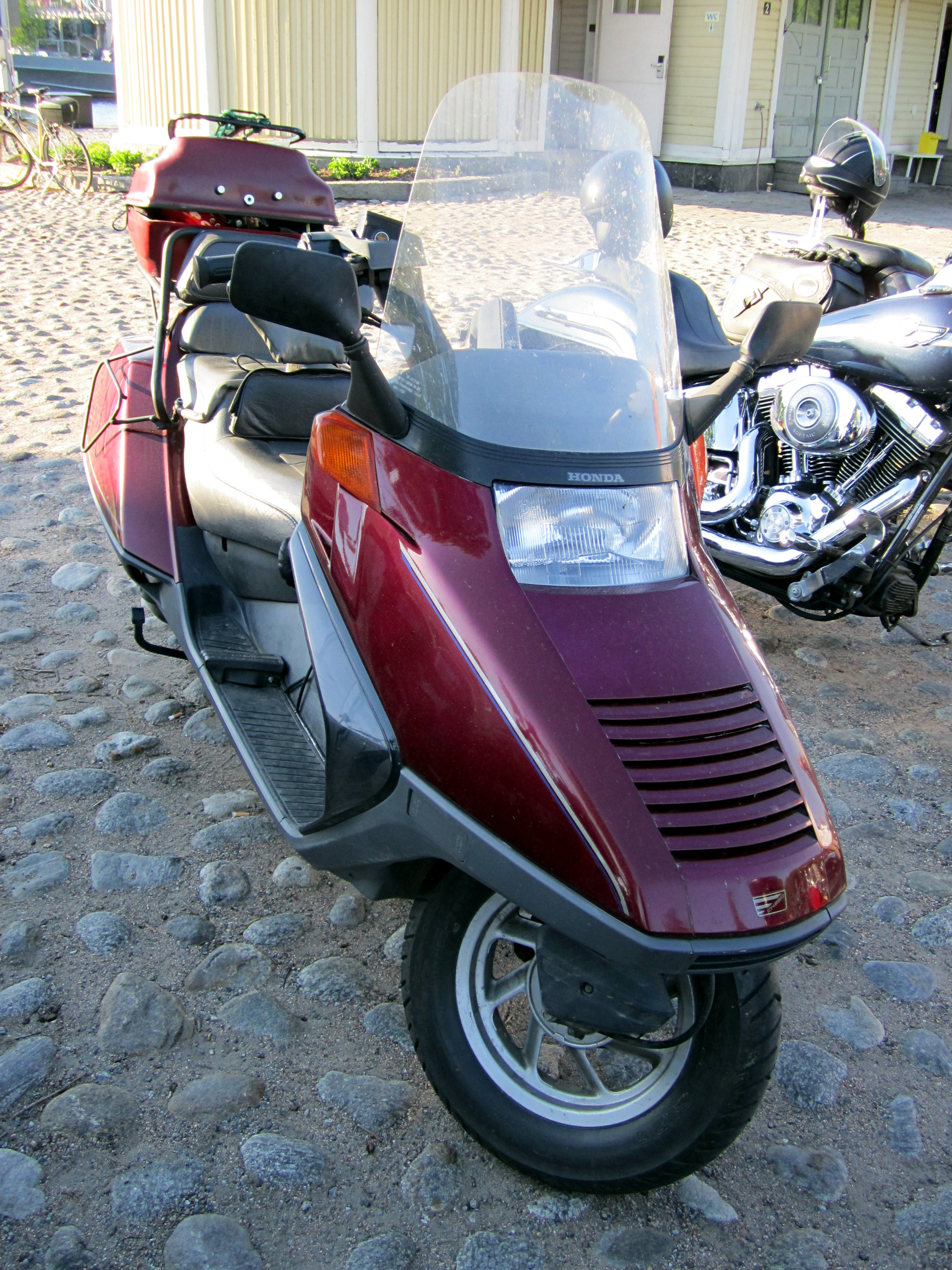
圖為Honda Helix CN250

- MF03：1989年6月7日發表，命名為HONDA FREEWAY'(本田發售報導Press Information: （页面存档备份，存于）)，因為外型與光陽生產的豪邁125非常相似，台灣車友因此將其暱稱為「大豪邁」。這具引擎除了將排氣量擴充至244cc之外，最主要是將引擎改成水平方式，因此也讓座位下多出置物空間。
- JF04：1995年8月4日發表，命名為SPACY125（光陽工業/三陽工業在民國80年代熱銷的豪邁125/迪爵125係為其衍生車種）(本田發售報導Press Information: （页面存档备份，存于）)，這具代號JF-04E的風冷、水平式引擎其實就是台灣車友熟知的GY6系引擎(GY6 engine)。豪邁/迪爵125堪稱是台灣機車工業的傳奇車種，生產期長近20年累積銷售數量龐大，如今台灣國內雖已停產，但是使用GY6系衍生引擎的車種(諸如：豪邁/奔馳 G系列)仍然盤據台灣國內市場，也可謂引擎發展與銷售史上的奇蹟。本田當年強調的銷售重點就是：強勁有力、經濟、置物空間大為通勤通學的首選車種，也與豪邁/迪爵125的訴求基本上相符。[24][25]圖為臺灣警察局巡邏車 三陽GY6系列速克達

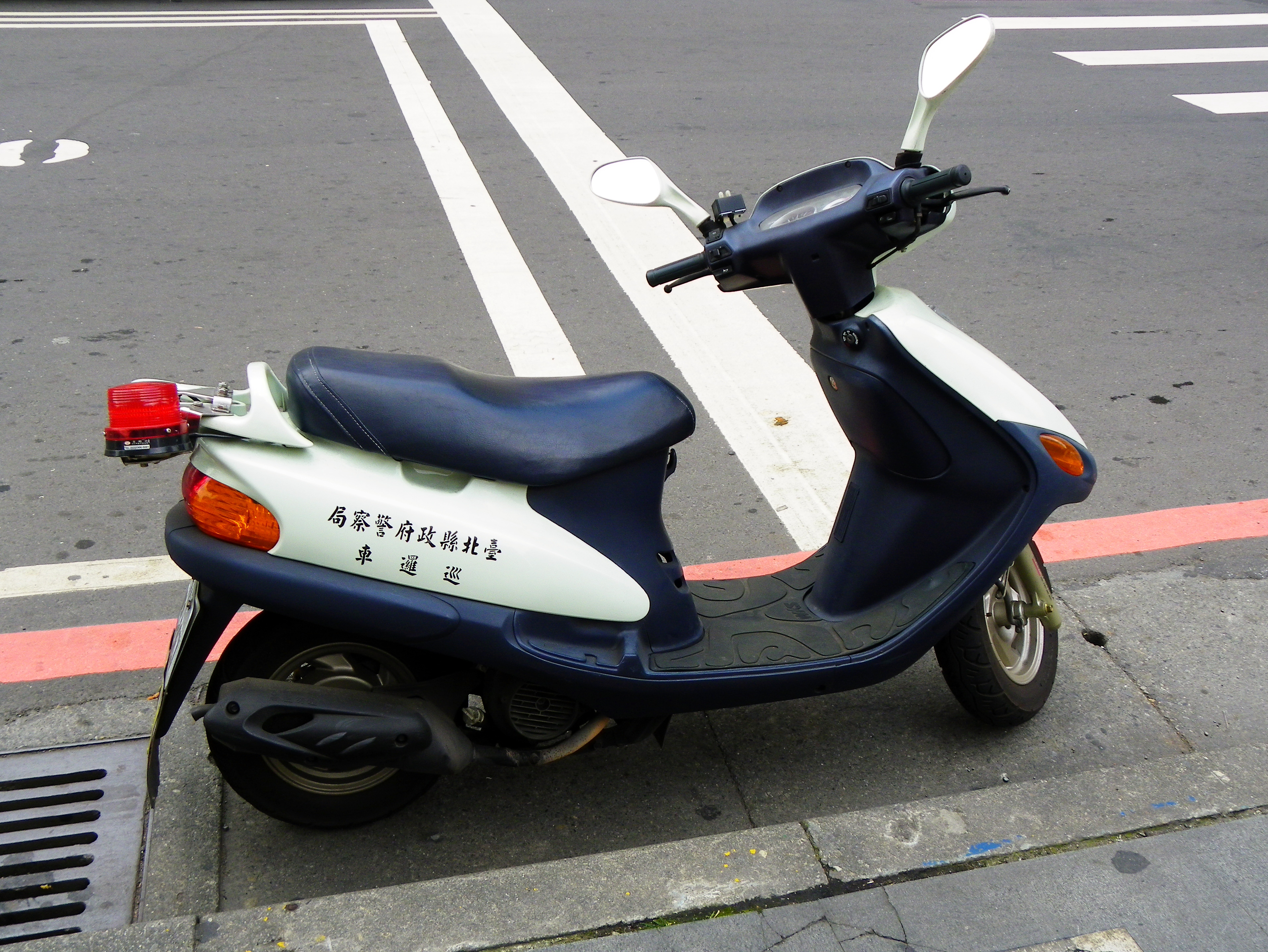
圖為臺灣警察局巡邏車 三陽GY6系列速克達

- BC－JF13：2003年9月12日發表，命名為SPACY100(本田發售報導Press Information: （页面存档备份，存于）)，比較特殊的是此車係由中國廣州本田生產，再由中國五羊－本田摩托（廣州）有限公司逆輸入至日本國內銷售。

### 台灣機車工業發展
名流150雖然已經停止生產多年，但是這一具水冷發動機並未因此而從車界中消失，而是演化成其他款式而已。台灣本土機車業者於民國80年代後期的發展可由底下論述窺得當時的榮景。洪連成(2010)：『由於國內機車市場的需求已趨飽和，機車業者不斷研發開拓外銷市場，1995年內外銷台數達最高峰，有166 萬輛，2007 年為150 萬輛，外銷比率則超過50%。台灣150cc 以下機車的設計及製造技術已經可以完全獨立自主，品質與日本並駕齊驅，廣獲國際肯定，且自創品牌行銷國內外。這些種種現象，顯示了發展50年的機車工業起飛了！』

## 車架
- 簡介：採取單背骨式（Back Bone）鋼製車台，前懸吊為搖臂油壓複合式避震系統（Bottom Link）類似本田於FUSION 250及光陽豪邁125所採用的TLAD（Trailing Link & Anti Dive Suspension）拖曳臂及防沉潛避震系統、後懸吊為強化搖臂式油壓避震系統（Power unit swing arm），這款避震設計廣見於本田技研於1980年代所生產的速克達。圖為Honda CH150 1987前輪避震系統

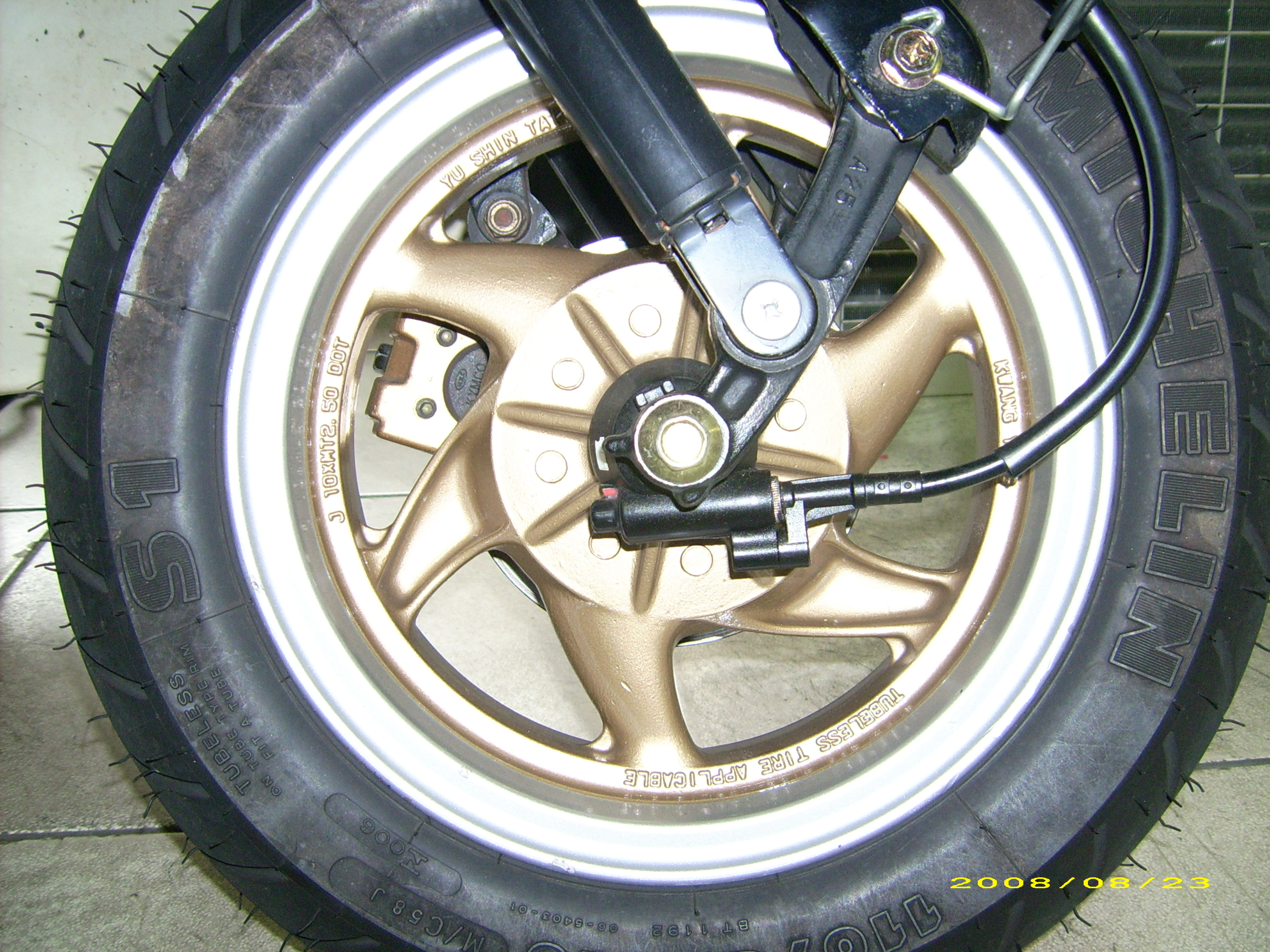
圖為Honda CH150 1987前輪避震系統

- 優點：行駛感覺舒適、緊急煞車時有防止俯衝的效果。
- 缺點：操控能力不佳、容易因襯套磨損導致前輪歪一邊；H型中駐與車台接觸點過軟，容易磨損、彎曲導致傾斜。

## 媒體評價
1987年12月份的《摩托車雜誌》以「原裝ELITE VS 國產FREEWAY名流150大對決」為題，針對名流150的規格與性能作了詳盡的報導，並以光陽名流150與本田Elite150D等2台實車在台北福和橋下的「飛達小型賽車場」做了完整的測試。文中稱讚名流150：「不衝則已、一飛沖天！」輕輕催油，Freeway與Elite並不像脫韁野馬般想要狂奔而去，她從靜止狀態至極速耗費時間不到廿秒、緊急煞車時雖有路面與輪胎磨擦的噪音，但是減速性能不錯，前後避震器均能迅速的反應。在直線道上，兩名試車員同時起步，令人驚異的是2部車均以最高時速六十五Miles/Hour通過終點。經過換算都能達到104.5Km/Hour的時速，...。

## 文化意涵

### 飆車風潮
- 背景：民國70年代，台灣社會正值初由戒嚴的政治肅殺氛圍中釋放出來[28]，台灣社會也慢慢開放並與國際社會接軌，隨之而來的各種多元化資訊，舉凡：政治思想、流行音樂、教育理念、等各種人文、歷史、流行文化思潮大量衝擊當年純樸的台灣社會，其中包括源自於日本「暴走族」的飆車族文化也席捲全台。
- 地點：北台灣的大度路、中台灣的文心路、南臺灣的臺南市第五期市地重劃區、屏東台26線(屏鵝戰備跑道)等地，都可見到飆車族橫行。
- 結果與影響：這種年輕人群聚飆車的行為最初只是偶發事件、最後甚至演變定期供人下注聚賭或是打架鬧事的集體犯罪行為。後來因屢屢發生幫派份子滋擾事件成為社會關注的焦點，在輿論壓力及政府警政單位的強力取締下，此一亂象才逐漸消失。台北的大度路也因此被分隔成快慢二線車道、並廣設紅綠燈。[29][30]

### 名流與飆車族

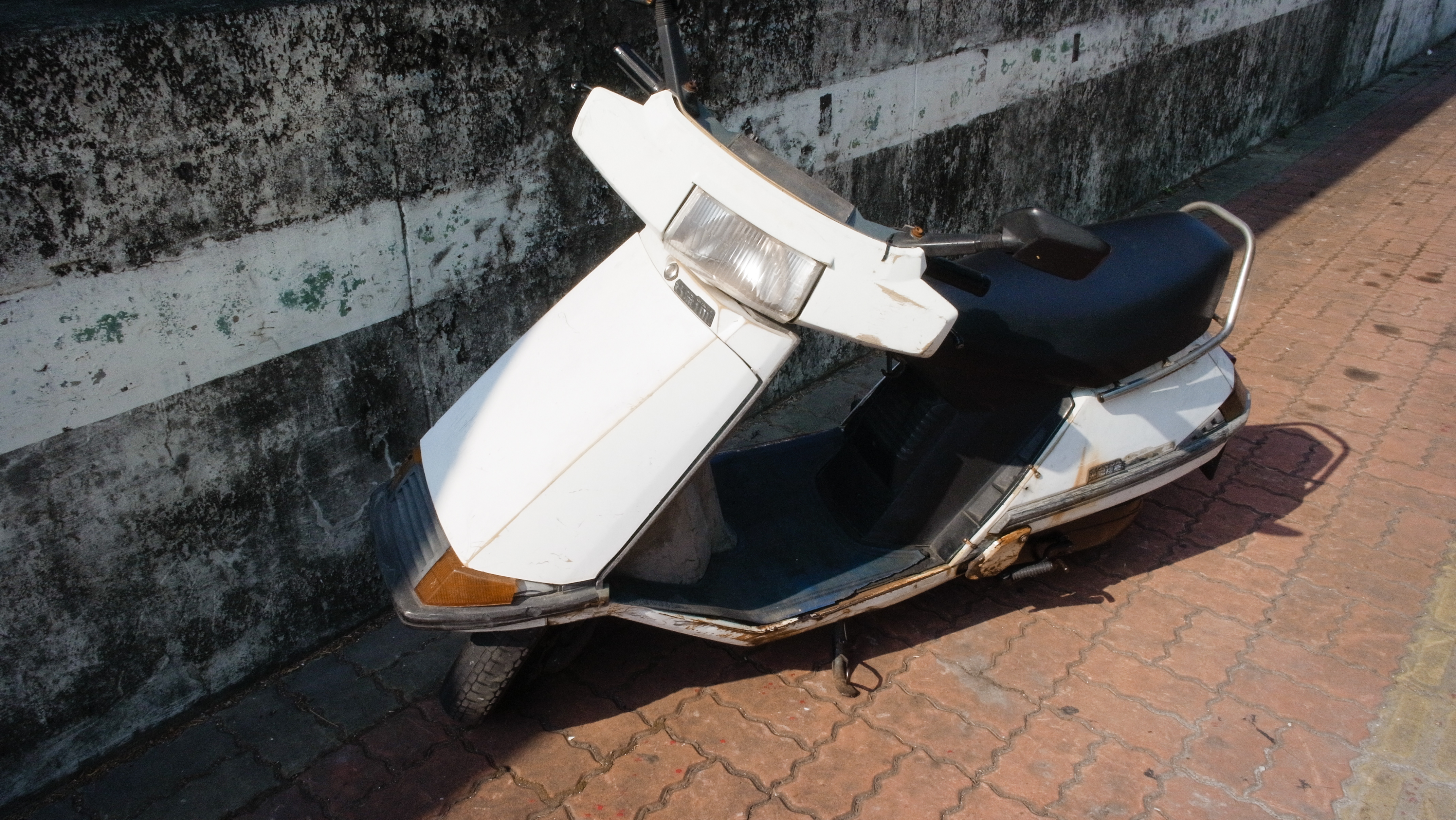
名流100

出生於民國50到60年代的台灣人看到名流就想到飆車，這可能是緣起於民國70年代的青少年常常以名流車系（尤其是名流100）當做飆車工具的緣故。名流100加速快、斜板造型前衛，很快就擄獲了當時青少年的心，再加上當時社會經濟發展突飛猛進、股市逼近萬點、全民瘋狂簽注大家樂的社會氛圍，另由於青少年當年聯考錄取率極低、升學壓力繁重，在精力苦無正常管道釋放下，週末夜晚呼朋引伴，騎上名流、飆上大度路，由於大度路在 1986 年擴寬後，筆直寬廣又無汽機車分流的車道，在 1988 年就成為北部青少年當時最夯的飆車活動地點，成為另類抒解壓力的管道，除了飆車者多到需分類競速 (最有名是名流100、追風、王牌)，而觀眾更是多到當時政府無力可管，但是也無意中成為不良份子聚賭下注的籌碼；最終政府有關當局在大度路上築起汽機車分隔島，杜絕飆車活動，而這樣的歷史記憶卻也造成了時至今日，仍有很多人（尤其是媒體）把騎名流速克達就被當成飆車族的刻板印象。

### 名流與環島
早年在台灣發售的機車大多是氣冷引擎，雖然造價低、易於維修，但是以當時引擎本體製造的技術水準不高，再加上未考慮汽缸體散熱葉片與空氣流場分析，在長途行駛後容易因產生高熱導致縮缸，因此較不適合長途行駛。由於名流150的最明顯特徵就是水冷引擎、穩定性高、較適合長時間騎乘，也因此台灣人（尤其是年輕人）從名流150及迎光150等水冷機車的出現後，開始流行騎著機車環島、甚至組織成車隊團體，在當時發起了無數次的環島活動，一時蔚為潮流、也在無數當時的台灣人心中留下了美好的記憶。

### 名流與電影
- 美國電影：此車曾出現在執導鐵達尼號的知名導演詹姆斯·卡梅隆於1984年所推出由阿诺·施瓦辛格所主演的動作片魔鬼終結者片中[39]，與出現於1950年代浪漫愛情片羅馬假期中的義大利經典名車偉士牌同為代表不同時代交通工具之印象。[40]
- 台灣電影：近年來因國片市場逐漸復甦，跟隨著世界的對影片考證的潮流，觀眾對於影片背景時代考證(擬真度)的觀念提升。因此，片商對於骨董車的需求也呈現逐漸增加的趨勢，例如在鈕承澤所執導的艋舺片中，就出現了王牌、追風135、名流等經典車種。另外在另一部國片翻滾吧！阿信中也有名流100的身影。
- 台灣電視：民視的八點檔春花望露也曾出現可動式（台灣人俗稱鳥頭）名流100。
- 台灣音樂錄影帶：李英宏於2016年發表的《台北直直撞》專輯歌曲〈台北直直撞〉的MV中，部分背景使用年輕人騎著名流150穿梭台北市大街小巷的畫面。[41]

## 蒐藏與維護

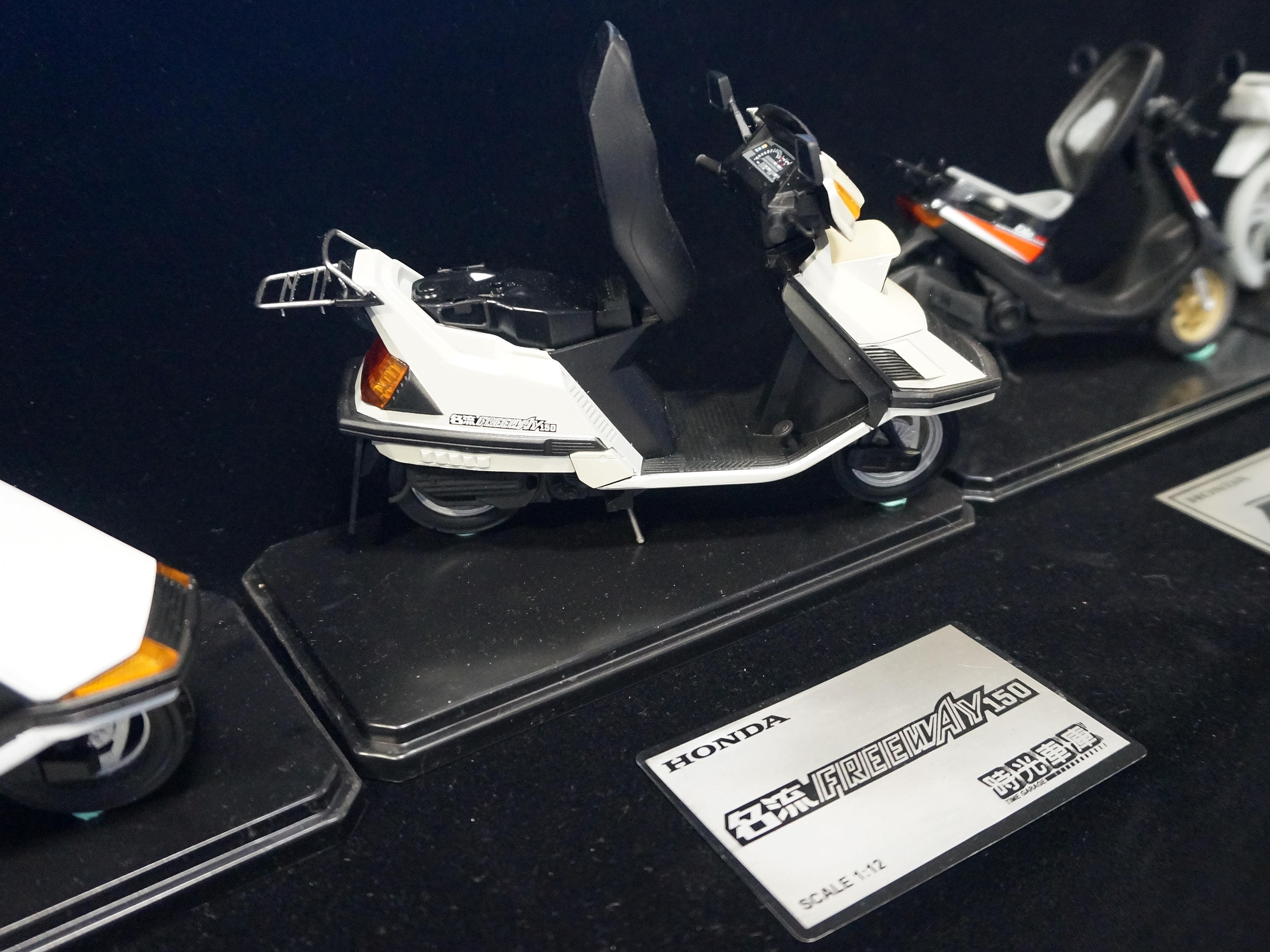
圖為光陽名流150塑膠模型 1987年型

- 蒐藏狀況：目前Honda Spacy125 Striker與DJ1-R、Juno-M85、SQUASH、TACT DX(達可達) 、Beat50、Lead125、及山葉Jog、SC-1、PASSOL 等10款速克達已列入本田博物館中蒐藏，另台灣亦有模型業者推出名流100及名流150的組裝模型，供無法擁有實車的車迷典藏。[42]圖為Spacy125 Striker 1983年型圖為YAMAHA SC-1 1960年型圖為Honda Spacy50 1982年型圖為光陽名流150塑膠模型 1987年型[43]；另外位於美國加州洛杉磯的Petersen博物館亦將Honda Elite125列入館藏名單中。[44][45]

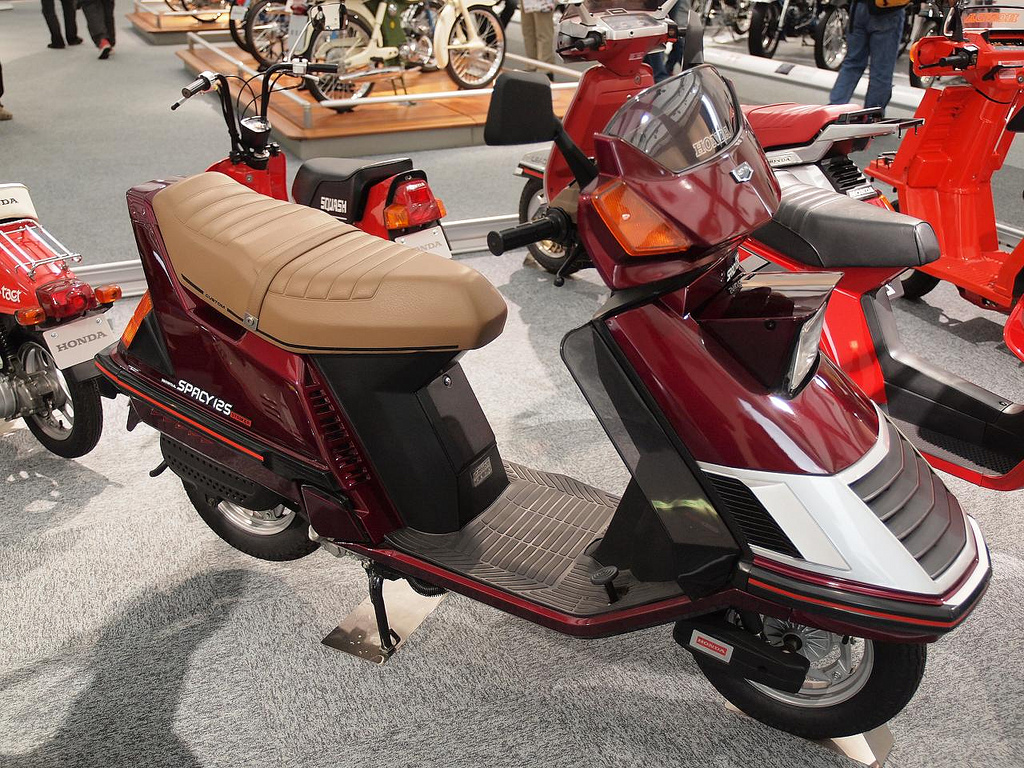
圖為Spacy125 Striker 1983年型

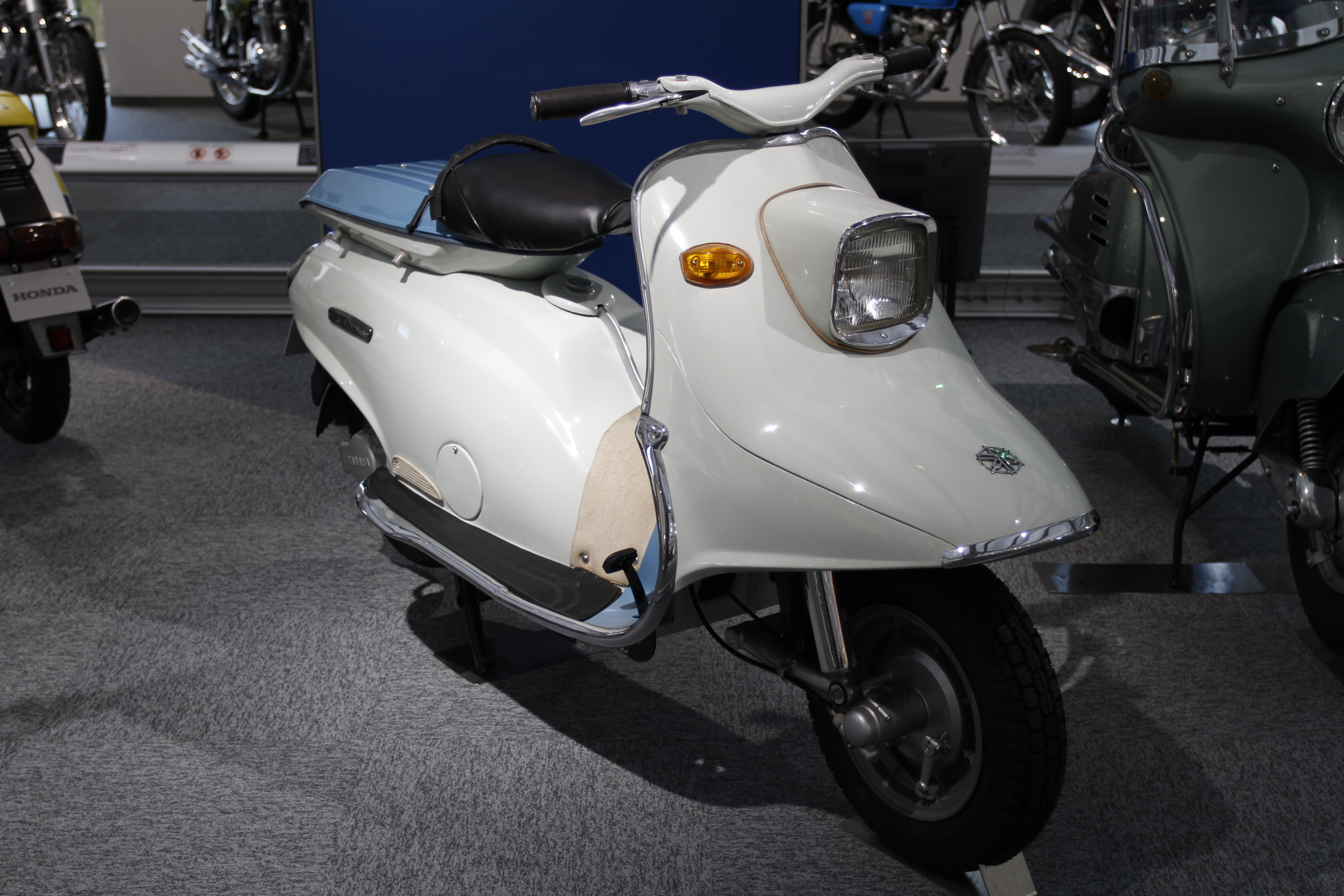
圖為YAMAHA SC-1 1960年型

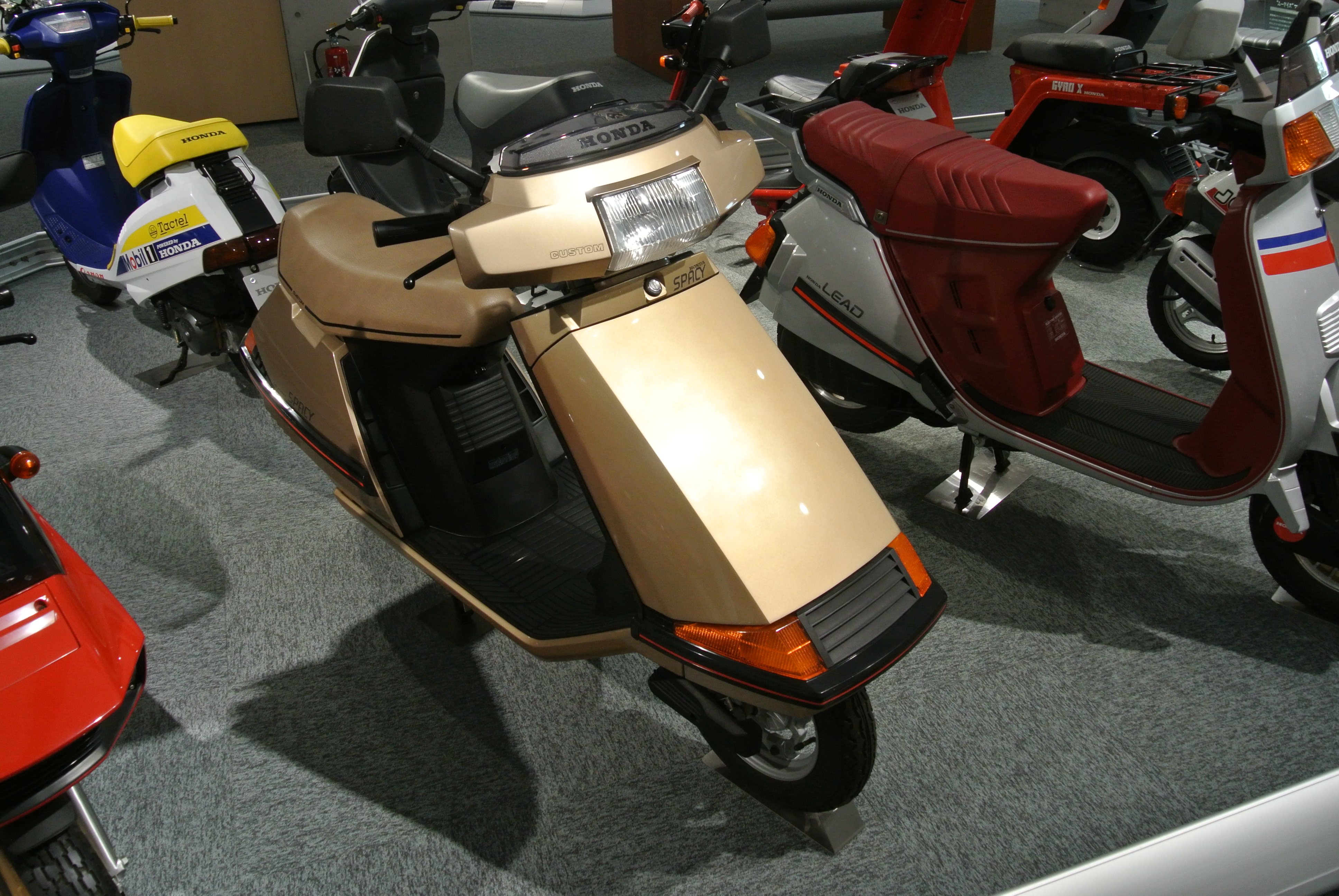
圖為Honda Spacy50 1982年型

- 車輛維護：由於名流150已於1994年前後停產，再加上本田技研在2000年出脫全部光陽工業持股後已終止所有的技術合作關係，目前大部份零件都處於停產狀態。另外就台灣以外的情形來說，也因為日本國內的Spacy125 Striker與美國、歐洲的CH125/CH150也都早已停產，因此這台車的車主最頭疼的問題：就是「零件難以取得」，但由於目前網路發達，有一群熱愛名流車系的車友，共同組成「名流家族」[46]，進行相互交流，並有熱血車友自行開發相關零組件，供車友採購，以維持名流車系的持續奔馳。以文化保存層面而言，名流速克達在當年台灣處於解嚴後的特殊的時空背景下，此車與當年台灣青少年思潮與文化意涵上發生某種程度上的關聯與結合，也讓人聯想起那個充滿日治時代舊建築的70年代台灣街頭。[47]

## 外部連結
- 本田技研工業官方網站 （页面存档备份，存于）
- 光陽工業官方網站 （页面存档备份，存于）
- 台灣交通部公路總局機車型號查詢網站[]
- HONDA MOTORCYCLE CH125（英文） （页面存档备份，存于）
- Motor Scooter Guide（英文） （页面存档备份，存于）
- 機車型錄博物館（日文） （页面存档备份，存于）
- 本田官方網站海報圖檔（日文）
- 加州Petersen博物館（英文） （页面存档备份，存于）
- 艋舺（導演鈕承澤，2010上映），片中曾出現白色名流100。
- 根據IMCDB資料顯示，多部好萊屋片中皆曾出現美規Elite125/150（英文） （页面存档备份，存于）
- 魔鬼終結者（導演詹姆斯·卡梅隆，1984上映），片中曾出現金色美規名流125，由女主角琳達·漢密爾頓駕駛。
- 北市大度路 曾是「尬」聖地